# Thecophora pilosa
Thecophora pilosa är en tvåvingeart som först beskrevs av Krober 1916.  Thecophora pilosa ingår i släktet Thecophora och familjen stekelflugor.
Artens utbredningsområde är Kongo. Inga underarter finns listade i Catalogue of Life.